# 載泰
已革奉恩輔國公載泰（1838年12月20日—1878年8月1日），閒散宗室奕增第二子，母妾馬佳氏，其父為巴達克，怡親王系第九代及寧郡王系第六代。
他在道光十八年十一月（1838年）出生，咸豐九年五月（1859年）成為奕菘的養子，同治元年二月（1862年）接替被廢的族兄載垣成為怡親王第九代，但以不入八分輔國公襲封。兩年後的九月（1864年）怡親王爵位改以族兄載敦承襲，他則承襲載敦原有的寧郡王爵位，但因為寧郡王並非世襲罔替的爵位，因此他的封爵只是奉恩輔國公。
同治五年九月（1866年）他因事被廢去爵位，並發配到黑龍江，由族弟載帛襲封寧郡王系第七代，而他則在光緒四年七月（1878年）在黑龍江去世，虛齡四十一岁。